# Pécs–Mohács-vasútvonal
A Dunántúl déli részén fekvő Pécs–Mohács-vasútvonal a MÁV 65-ös számú, egyvágányú, nem villamosított vasútvonala.
A vasútvonal turisztikailag fontos két város, Villány és Mohács között biztosít versenyképes, 25 perces eljutást. Villányon átszállási lehetőség van Pécs és a horvátországi Pélmonostor (horvátul: Beli Manastir)) felé, egyes vonatok pedig közvetlen eljutást biztosítanak Mohács és Pécs között.

## Története
Az eredetileg Mohács–Villány–Pécs vasútvonal komoly szerepet játszott a dél-dunántúli térség fejlődésében, mivel ez volt az első vasút a térségben.
A Pécs környéki bányászatban érdekelt Duna-Gőzhajózási Társaság kezdeményezésére épített vasútvonal fő feladata a  kitermelt szén szállításának megkönnyítése a dunai kikötőkbe. Az eredeti terv szerint a vonalat az állam építi meg, és a Mohács-Pécs Vasúttársaság kezeli, tartja üzemben. Az állam által megkezdett építés első 6 km hosszú, a bányáktól (ma Pécsbánya) Üszög vasútállomásig  tartó szakasza 1854-ben készült el. A lassan haladó munkák miatt a társaság az építést átvette az államtól. Az időközben felmerült nyomvonalviták, a kedvezőtlen időjárás és a munkaerőhiány miatt az Üszög és Mohács közötti 56 km hosszú szakaszt csak 1857. május 2-án adták át a forgalomnak. A vonalon eleinte kizárólag szenet szállítottak, később, 1859. április 24-én indult meg a személy- és egyéb áruforgalom. A változatos, domb- és síkvidéki terepen fekvő vasút építésénél jelentős földmunkát végeztek, a felépítményt 36,9 kg/fm tömegű, „F” jelű vassínekből építették.
A társaság később két szárnyvonalat is épített, egy 7,6 km hosszú vonalat Üszög és Szabolcs (ma Mecsekszabolcs) között, valamint egy 5,7 km hosszú vonalat az üszögi tárnákhoz. A szárnyvonalakat 1873. augusztus 16-án nyitották meg.
A Mohács-Pécsi Vasúttársaságot 1946. január 1-jével államosították.

## Forgalom
A vonalon eredetileg ütemes menetrend szerint közlekednek személyvonatok Villány és Mohács között. Reggel Mohács-Pécs és este Pécs-Mohács viszonylatban biztosítják a közvetlen eljutást.
2020. június 6-a és 2022. augusztus 28-a között a járványügyi menetrend miatt vonalon csupán egy vonatpár közlekedett, a többi járatot autóbusszal pótolták. Jelenleg napi 6 pár Villány–Mohács és napi 4 pár Pécs–Mohács viszonylatú vonat közlekedik.

## Járművek
A gőzvontatás idején MÁV 424-es és MÁV 375-ös mozdonyok vontatták a szerelvényeket. A dízelvontatás időszakában kezdetben MÁV M43-as, MÁV M46-os, MÁV M47-es és MÁV M62-es mozdonyok közlekedtek.
2020 óta a vonalon korszerű, alacsonypadlós Siemens Desiro motorkocsik közlekednek. 2021-ig Bzmot 2009 decemberéig MDmot motorvonatok is közlekedtek a vonalon (Leginkább a Pécs–Mohács viszonylaton fordultak elő). A tehervonatokat MÁV M47-es és MÁV M62-es mozdonyok vontatják.